# Aspidoscelis
Aspidoscelis – rodzaj jaszczurek z rodziny tejowatych (Teiidae).

## Zasięg występowania
Rodzaj obejmuje gatunki występujące w Stanach Zjednoczonych, Meksyku, Gwatemali, Belize, Hondurasie, Salwadorze, Nikaragui i Kostaryce. 

## Systematyka

### Etymologia
- Aspidoscelis (rodz. męski): gr. ασπις aspis, ασπιδος aspidos „tarcza”[5]; σκελος skelos, σκελεος skeleos „noga”[6].
- Verticaria (rodz. żeński): późnołac. verticalis „koronowany”, od łac. vertex, verticis „czubek głowy”[7]. Gatunek typowy: Cnemidophorus hyperythrus Cope, 1864.

### Podział systematyczny
Do rodzaju należą następujące gatunki: 

- Aspidoscelis angusticeps (Cope, 1878)
- Aspidoscelis burti (E.H. Taylor, 1938)
- Aspidoscelis calidipes (Duellman, 1955)
- Aspidoscelis carmenensis (Maslin & Secoy, 1986)
- Aspidoscelis ceralbensis (Van Denburgh & Slevin, 1921)
- Aspidoscelis communis (Cope, 1878)
- Aspidoscelis costatus (Cope, 1878)
- Aspidoscelis cozumela (Gadow, 1906)
- Aspidoscelis danheimae (Burt, 1929)
- Aspidoscelis deppii (Wiegmann, 1834)
- Aspidoscelis dixoni (Scudday, 1973)
- Aspidoscelis espiritensis (Van Denburgh & Slevin, 1921)
- Aspidoscelis exsanguis (Lowe, 1956)
- Aspidoscelis franciscensis (Van Denburgh & Slevin, 1921)
- Aspidoscelis gularis (Baird & Girard, 1852)
- Aspidoscelis guttatus (Wiegmann, 1834)
- Aspidoscelis hyperythrus (Cope, 1864)
- Aspidoscelis inornatus (Baird, 1859)
- Aspidoscelis labialis (Stejneger, 1890)
- Aspidoscelis laredoensis (McKinney, Kay & R. Anderson, 1973)
- Aspidoscelis lineattissimus (Cope, 1878)
- Aspidoscelis marmoratus (Baird & Girard, 1852)
- Aspidoscelis martyris (Stejneger, 1891)
- Aspidoscelis maslini (Fritts, 1969)
- Aspidoscelis maximus (Cope, 1864)
- Aspidoscelis mexicanus (W. Peters, 1869)
- Aspidoscelis motaguae (Sackett, 1941)
- Aspidoscelis neomexicanus (Lowe & Zweifel, 1952)
- Aspidoscelis neotesselatus (Walker, Cordes & H.L. Taylor, 1997)
- Aspidoscelis opatae (Wright, 1967)
- Aspidoscelis pai (Wright & Lowe, 1993)
- Aspidoscelis parvisocius (Zweifel, 1960)
- Aspidoscelis pictus (Van Denburgh & Slevin, 1921)
- Aspidoscelis preopatae Barley, Reeder, Nieto-Montes de Oca, Cole & Thomson, 2021
- Aspidoscelis rodecki (C.J. McCoy & Maslin, 1962)
- Aspidoscelis sackii (Wiegmann, 1834)
- Aspidoscelis scalaris (Cope, 1892)
- Aspidoscelis sexlineatus (Linnaeus, 1766)
- Aspidoscelis sonorae (Lowe & Wright, 1964)
- Aspidoscelis stictogrammus (Burger, 1950)
- Aspidoscelis tesselatus (Say, 1823) – rychlik szachownicowy[8]
- Aspidoscelis tigris (Baird & Girard, 1852)
- Aspidoscelis uniparens (Wright & Lowe, 1965)
- Aspidoscelis velox (Springer, 1928)
- Aspidoscelis xanthonotus (Duellman & Lowe, 1953)